# Babuyan
Babuyan, parfois appelée Babuyan Claro ou Curuga Mabuyan, le clairvoyant, est une île volcaniquede la mer de Chine méridionale faisant partie de l'archipel des îles Babuyan au nord des Philippines.
Sa population était de 1 423 habitants en 2010. L'île fait environ 10 km de large sur 13 km de long soit 100 km².
On y trouve plusieurs volcans, dont le volcan Smith (en) de 688 m d'altitude, et le Mont Pangasun (en) de 1080 m.

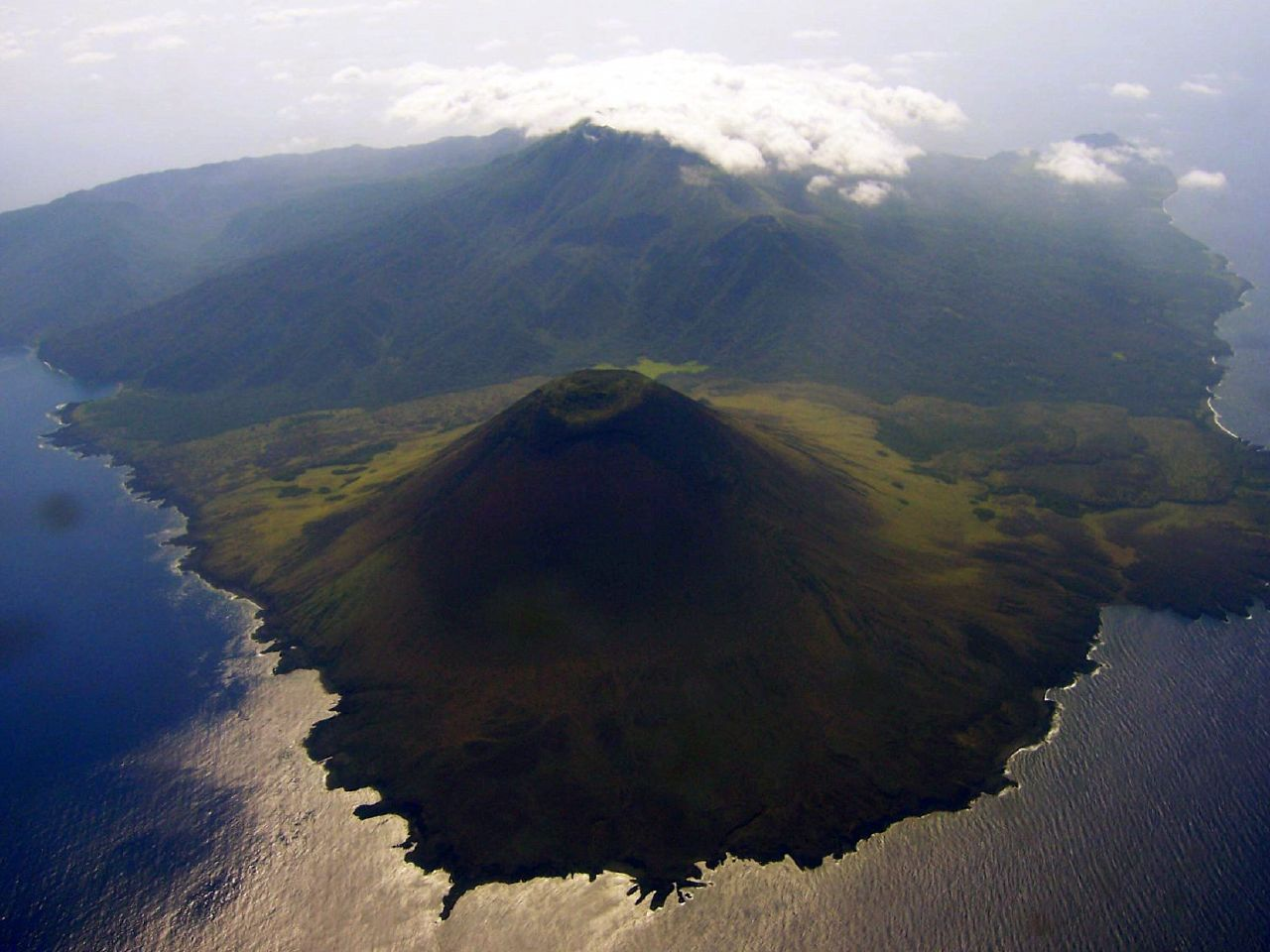
Le volcan Smith, un des deux principaux volcans de l'île Babuyan